# Hiki Yoshikazu
Hiki Yoshikazu (jap. 比企 能員; * unbekannt; † 8. Oktober 1203) war ein japanischer Schwertadliger (bushi) der Kamakura-Periode, der aufgrund der Heirat seiner Tochter mit dem herrschenden Minamoto-Clan verwandt war. Er und viele Angehörige des Hiki-Clans wurden unter dem Vorwand einer angeblichen Verschwörung, die das Ziel verfolgt haben soll, einen der Minamoto-Erben zu ermorden, um selbst die Macht zu erlangen, getötet.
Aus der Provinz Musashi stammend, gewann Hiki Yoshikazu am Shōgun-Hof dadurch Bedeutung, dass er von Minamoto no Yoritomos Amme adoptiert wurde.
Hikis Tochter war mit Minamoto no Yoriie verheiratet, dem zweiten Shōgun des Kamakura-Shōgunats. Yoriie, der ernsthaft erkrankt war, schlug sowohl seinen jüngeren Bruder, Sanetomo, als auch seinen jungen Sohn (Hikis Enkel), Minamoto no Ichiman, als Nachfolger vor; die beiden würden sich so die Macht teilen und separate Teile des Landes regieren. In diesem Falle wäre Hiki der (inoffizielle) Regent des jungen Ichiman gewesen. Hiki schlug deshalb Yoriie, der kurz danach von Angehörigen des Hōjō-Clans ermordet wurde, vor, Sanetomo töten zu lassen. Hōjō Masako, Yoriies Mutter und Frau des ersten Shogun Yoritomo, hatte diese Unterhaltung belauscht.
Obwohl Hōjō Masako bestrebt war, Hiki formell wegen Hochverrats anklagen und hinrichteten zu lassen, konnten ihn Angehörige des Hōjō-Clans unter Führung von Hōjō Tokimasa zuerst gefangen nehmen. In ihrem Streben, die Regentschaft zu dominieren und das Shōgunat als eine Marionettenherrschaft ihres Clans zu kontrollieren, ermordeten Hōjō-Krieger Hiki Yoshikazu. Dann griffen sie den Palast des jungen Ichiman an, legten Feuer und töteten sowohl den jungen Erben als auch eine große Anzahl von Mitgliedern der erweiterten Familie Hiki.